# Карр, Кевин
Кевин Карр (англ. Kevin Carr; родился 6 ноября 1958 года, Морпет, Англия) — английский футболист, вратарь.

## Биография
В футбол начинал играть в академии «Бернли», после выпуска перешёл в «Ньюкасл Юнайтед». За клуб дебютировал 10 декабря 1977 года в гостевом матче против «Куинз Парк Рейнджерс», отыграв матч на ноль. В дебютном сезоне с командой вылетел во Второй дивизион. В сезоне 1980/81 оформил 16 «сухих» матчей (хотя в предыдущем году не смог провести ни одной такой игры), за что удостоился награды игроку года клуба; в следующем сезоне повторил своё достижение. В сезоне 1983/84 вернулся с командой в Первый дивизион, а через год после повышения покинул клуб; это произошло после того, как Карру пришло письмо из двух строк от секретаря клуба Рассела Кушинга, в котором говорилось, что правление не продлевает его контракт. Всего за «сорок» отыграл 195 матчей. В дальнейшем выступал за «Карлайл Юнайтед», «Дарлингтон», «Мидлсбро», «Хартлпул Юнайтед», «Блайт Спартанс» и «Бедлингтон Терьерс».
После завершения карьеры стал констеблем полиции Нортумбрии.

## Достижения

### Командные
«Ньюкасл Юнайтед»
- Повышение в Первый дивизион: 1983/84

### Индивидуальные
- Игрок года «Ньюкасл Юнайтед»: 1980/81